# (19813) Ericsands
(19813) Ericsands (2000 SF121) – planetoida z pasa głównego asteroid okrążająca Słońce w ciągu 3,63 lat w średniej odległości 2,36 j.a. Odkryta 24 września 2000 roku.